# The Pieces Don't Fit Anymore
The Pieces Don't Fit Anymore is een nummer van de Britse zanger James Morrison uit 2007. Het is de derde single van zijn debuutalbum Undiscovered. Het nummer is een ballad, die volgens Morrison gaat over een relatie die, wat je ook probeert, niet meer werkt.
Het nummer werd nergens een heel grote hit. In het Verenigd Koninkrijk en de Nederlandse Top 40 haalde het nummer een bescheiden 30e positie.